# Oncorhynchus clarkii clarkii
Oncorhynchus clarkii clarkii is een ondersoort van de straalvinnige vissen uit de familie van de zalmen (Salmonidae). De wetenschappelijke naam van de soort is voor het eerst geldig gepubliceerd in 1836 door Richardson.